# Braloștița
Bralostita là một xã thuộc hạt Dolj, România. Dân số thời điểm năm 2002 là 3885 người.